# Mairie des Lilas (Métro Paris)
Mairie des Lilas [mɛʁi de lilɑ] ist eine unterirdische Station der Linie 11 der Pariser Métro und war bis zur Eröffnung im Juni 2024 der Verlängerung der Linie 11 in die inneren östlichen Vororte hinein der östliche Endpunkt dieser Linie.

## Lage
Der U-Bahnhof befindet sich im Pariser Vorort Les Lilas längs unterhalb des Boulevard de la Liberté östlich dessen Einmündung in die Rue de Paris.

## Name
Der Stationsname bezieht sich auf das Rathaus (fr: mairie) der Gemeinde Les Lilas. Diese ging 1867 aus der Teilung der Gemeinde Romainville hervor. Sie bezog ihren Namen von den Fliedersträuchen (fr: lilas) der nahen Gärten, die dort von der Zeit des Zweiten Kaiserreichs bis ins 20. Jahrhundert existierten.

## Geschichte und Beschreibung

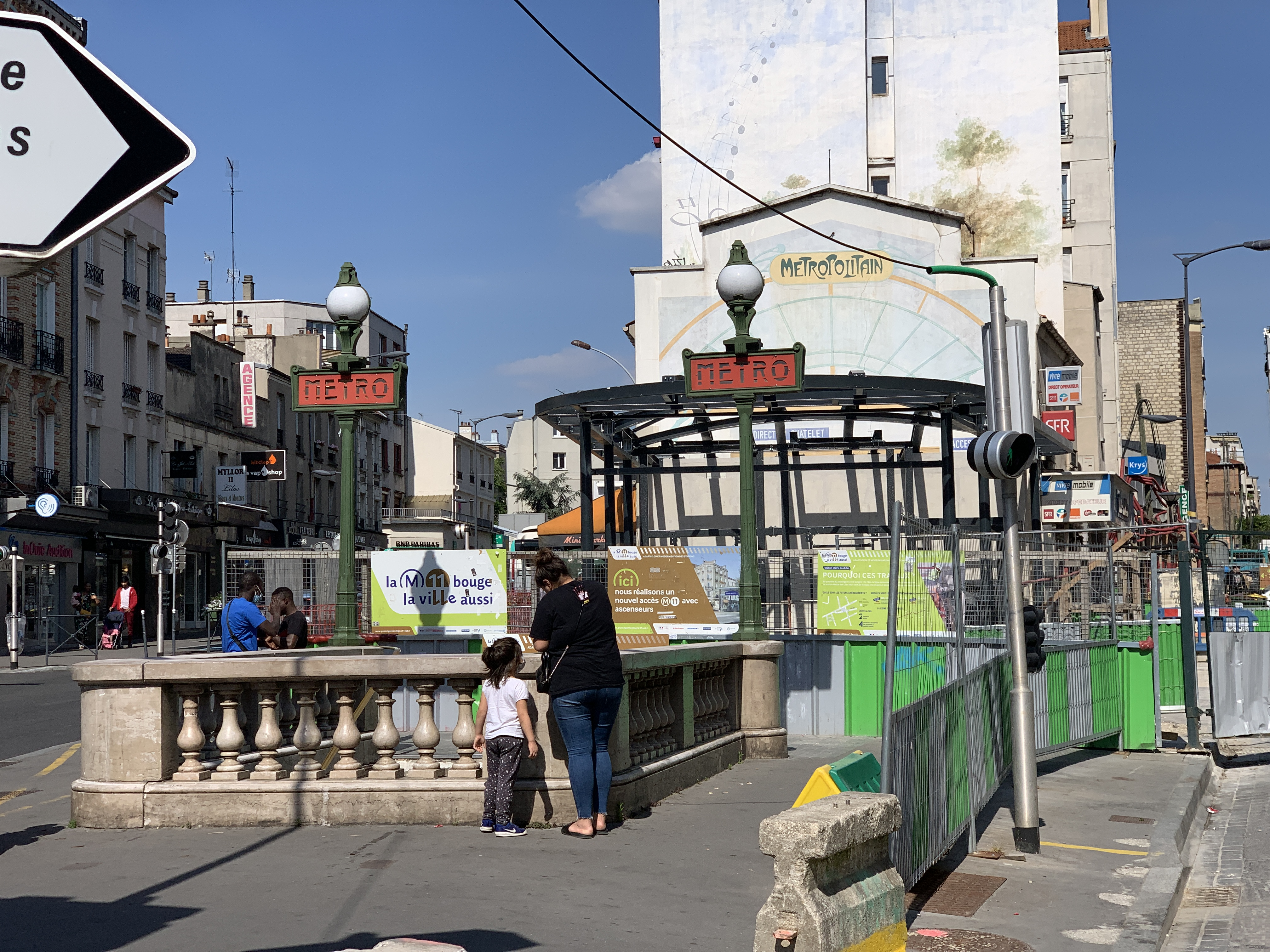
Nördlicher Zugang mit Kandelabern im Stil des Art déco

Die Station wurde am 17. Februar 1937 in Betrieb genommen. Damals wurde die Linie 11 von Porte des Lilas kommend in östlicher Richtung über die Pariser Stadtgrenze hinaus bis Mairie des Lilas verlängert. Sie ist 75 m lang und weist zwei Seitenbahnsteige an zwei Streckengleisen auf. Der Querschnitt ist ellipsenförmig, Decke und Wände sind weiß gefliest.
Die zwei Zugänge liegen am östlichen Ende des Boulevard de la Liberté. Sie sind durch zwei (nördlicher Zugang) bzw. einen von Adolphe Dervaux im Stil des Art déco entworfene Kandelaber markiert. Der nördliche, im Winkel zwischen der Rue de Paris und dem Boulevard de la Liberté gelegene Zugang weist eine Steinbrüstung auf, der südliche eine Umrandung aus Metall.
Westlich der Station existiert ein einfacher Gleiswechsel, an ihrer Ostseite schließt sich der dreigleisige unterirdische Betriebshof Atelier des Lilas an.

## Fahrzeuge
Zunächst verkehrten auf der Linie 11 herkömmliche Züge der Bauart Sprague-Thomson. Mitte der 1950er Jahre wurde sie als erste für den Fahrgastbetrieb mit gummibereiften Fahrzeugen hergerichtet. Mit der Baureihe MP 55 kamen am 13. November 1956 erstmals solche zum Einsatz. Im Januar 1999 wurden sie durch die Baureihe MP 59 ersetzt, seit 2009 verkehren zudem Züge des Typs MP 73. Anfang Juni 2023 begann die schrittweise Umstellung der Linie 11 auf Fünf-Wagen-Züge der Baureihe MP 14.